# Федотово (Орехово-Зуевский район)
Федотово — деревня в Орехово-Зуевском муниципальном районе Московской области. Входит в состав сельского поселения Белавинское. Население — 30 чел. (2010).

## Расположение
Деревня Федотово расположена в восточной части Орехово-Зуевского района, примерно в 17 км к юго-востоку от города Орехово-Зуево. В 0,5 км к югу от деревни протекает река Нерская. Высота над уровнем моря 137 м.

## История
В конце XIX — начале XX века деревня входила в Яковлевскую волость Покровского уезда Владимирской губернии.
В 1926 году деревня входила в Федотовский сельсовет Яковлевской волости Орехово-Зуевского уезда Московской губернии.
До 2006 года Федотово входило в состав Белавинского сельского округа Орехово-Зуевского района.

## Население
В 1905 году в деревне проживало 549 человек (72 двора). В 1926 году в деревне проживало 502 человека (198 мужчин, 304 женщины). По переписи 2002 года — 45 человек (23 мужчины, 22 женщины).
| 1926 | 2002 | 2006 | 2010 |
| ---- | ---- | ---- | ---- |
| 502  | ↘45  | ↘35  | ↘30  |